# Hoya amrita
Hoya amrita är en oleanderväxtart som beskrevs av Kloppenb., Siar och Ferreras. Hoya amrita ingår i släktet Hoya och familjen oleanderväxter. Inga underarter finns listade i Catalogue of Life.